# Friedrich von Wenckstern
Friedrich von Wenckstern (* 6. Juli 1859 in Danzig; † 1914 in Buenos Aires) war ein deutscher Japanologe, Dozent in Japan und Münzensammler.

## Leben und Wirken
Seine Schulausbildung beendete Nathango Friedrich Mortimer von Wenckstern mit dem Abitur. Bereits zu dieser Zeit war er ein eifriger Münzensammler. Mit Ende seiner Schulzeit nahm er 1883 ein Studium der modernen Sprachen, des englischen Handelsrechtes und des Verlagswesens in Paris auf. Nach vier Jahren Studienzeit wechselte er 1887 mit gleichen Studienthemen nach London. Daran schloss sich 1890 eine Tätigkeit als Verlagsangestellter bei Paul Kegan, Trench, Trübner & Co. in der Ostasienabteilung, ebenfalls in London an. Bereits zu dieser Zeit betrieb er intensive Japanstudien und veröffentlichte 1895 den ersten Band der „Bibliography of the Japanese empire“. In diesem Band erfasste und katalogisierte er die ihm zugänglich gewordenen Publikationen, vor allem Bücher, Artikel und Kartenmaterial in den gängigen europäischen Sprachen, die Großjapan zum Gegenstand hatten.
Von England aus kam von Wenckstern im Jahre 1903 als Dozent mit einem Vertrag des japanischen Ministeriums für Bildung an die 5. Höhere Schule (Go Ko) in Kumamoto. Hier unterrichtete er die Fächer Deutsch, Englisch und Latein. An diesem Gymnasium löste er im September 1903 den Dozenten Henry Fardel (1866–1923) ab. Sein monatliches Gehalt betrug 300 Yen zuzüglich eines Mietzuschusses von 25 Yen. In Kumamoto bewohnte er das ehemalige Haus des Schriftstellers Natsume Sōseki (1867–1916) in 79. Kita Sentan Hatake Cho. Neben seiner Lehrtätigkeit beschäftigte er sich weiter intensiv mit Themen der Veröffentlichungen über Japan. Dabei erfasste er nun vor allem Neuerscheinungen in den europäischen Sprachen ab dem Jahr 1894. Obwohl er durch seine Beschäftigung und die Wohnortwahl in Kamamato nur sehr geringen Zugang zu Bibliotheken und Verlagen in Europa hatte, war ihm bei seinen Studien in Japan bewusst geworden, wie intensiv sich die einzelnen zuständigen Stellen in Japan, allen voran die Bibliotheken und Verlegerbranche, mit den aus anderen Ländern stammenden Veröffentlichungen über ihr eigenes Land beschäftigten. Ein Mangel, wie er selbst bekundete, an die einzelnen Titel, die Autoren und die Texte selbst zu kommen bestand keineswegs in dieser Zeit. Das von Wenckstern aufgebaute und unterhaltene Netz an Kontakten zu den führenden japanischen Bibliotheken, Verlagen, zu Bildungseinrichtungen und auch zur Deutschen Gesellschaft für Natur- und Völkerkunde Ostasiens (OAG) sicherten ihm die erwarteten Informationen zur Fortsetzung seines begonnenen Werkes. Somit erschien 1907 der zweite Band seiner „Bibliography of the Japanese empire“. Bereits zwei Jahre zuvor hatte er zur Nutzung für japanische Studenten ein Handbuch zum „Römischen Recht“ veröffentlicht.
Kurz vor Auslaufen seines Vertrages mit dem japanischen Bildungsministerium 1906 verlängerte Friedrich von Wenckstern die Vereinbarung um weitere zwei Jahre. Ab diesem Zeitpunkt unterrichtete er jedoch nur noch Deutsch, womit er ausgelastet zu sein schien. Ein Student, der eine gewisse Zeit mit in einem der vermieteten Zimmer des Wohnhauses in der 79. Kita Sentan Hatake Cho lebte, beschrieb später seine Eindrücke aus dieser Zeit. Wenckstein studierte den ganzen Tag und ging immer erst zu Bett, wenn es 1.00 Uhr morgens geworden war. Bemerkenswert war an ihm, dass er zwölf oder dreizehn Sprachen beherrschte. Alle seine Tische und Schubladen waren angefüllt mit Zetteln und Karteikarten, auf denen bibliografische Daten vermerkt waren. Wenn er in seinem Unterricht feststellte, dass ein Student Schwierigkeiten mit der deutschen Sprache hatte, korrigierte er und erklärte ihm freundlich, wie es richtig heißen musste. Überhaupt war er ein sehr freundlicher, aber auch sehr ruhiger Mensch. Bereits mit vierzig Jahren hatte er eine starke Rückgratverkrümmung, weswegen er bei den Studenten „Semushi“ (der Bucklige) genannt wurden. Zu seinen beiden Leidenschaften zählte, sich mit Büchern zu beschäftigen und alte Münzen zu sammeln. Dazu schrieb er auch einen Artikel über die „Anwendung des Shannon-Systems zur Anordnung ostasiatischer Lochmünzen“, der 1909 in den Mittelungen der OAG veröffentlicht wurde. Seine Leistungen für das Land Japan wurden am 1. Mai 1908 zum Anlass genommen, von Wenckstern den Orden der Aufgehenden Sonne am Bande, 4. Klasse durch die japanische Regierung zu überreichen.
Als der bereits verlängerte Vertrag auslief, kehrte Friedrich von Wenckstern nach Deutschland zurück. Doch er blieb dort nicht lange. Bereits im Herbst 1909 kehrte er nach Japan zurück und unterrichtete bis Ende April 1910 an der Technischen Militär-Akademie. Erst Mitte des Jahres reiste er wieder über Sibirien nach Deutschland aus. Dort lebte er bis Ende 1911 bei Verwandten in Berlin, Habsburger Straße 5. Hier erreichte ihn dann ein Angebot für eine Beschäftigung in Argentinien. In Buenos Aires war er ebenfalls als Dozent tätig. Dort verstarb er auch 1914.

## Familie
Die Eltern von Friedrich von Wenckstern waren Nathango Fedor von Wenckstern (* 1821) und dessen Ehefrau Therese von Hassenbach. Er hatte noch zwei Schwestern, Therese Olga (* 1863) und Mathilde Ida (* 1869). Beide waren, wie er, in Danzig geboren.

## Publikationen
- Bibliography of the Japanese empire; Vol. 1: Being a classified list of all books, essays and maps in European languages relating to Dai Nihon (Great Japan), published in Europe, America and in the East from 1859 - 93 A. D. (VIth year of Ansei - XXVIth of Meiji) Brill Leiden 1895.
- Handbuch über römisches Recht für japanische Studenten, Maruzen Verlag Tokyo 1905.
- Bibliography of the Japanese empire; Vol. 2: Comprising the literature from 1894 to the middle of 1906, 1907.
- Nihon kenkyu Obun shoshi shusei. Dai nie kann, Books an Japan, Tokyo, (Nachdruck) 1998.
- Anwendung des Shannon-Systems zur Anordnung ostasiatischer Lochmünzen, Mitteilungen der OAG 1909.